# وفرة العناصر الكيميائية

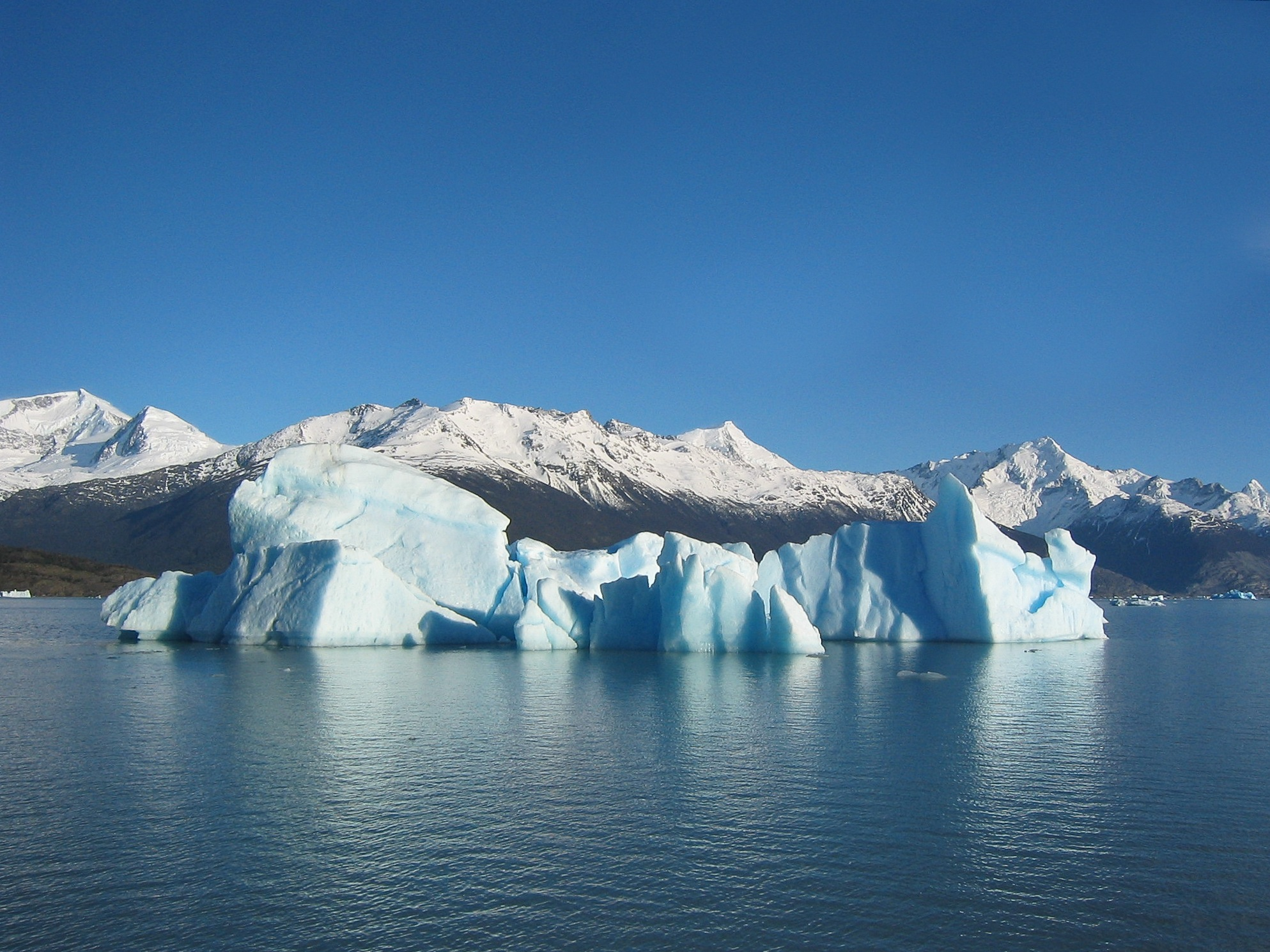
من العنصر الأكثر شيوعا في الكون (الهيدروجين) والعنصر الأكثر شيوعا على الأرض (الأكسجين).

وفرة العناصر الكيميائية عبارة عن مقارنة بين العناصر الكيميائية لقياس مدى وفرة عنصر ما مقارنة مع العناصر الأخرى الموجودة في الجدول الدوري وذلك في بيئة ما.
إذا أخذنا الكون بأكمله بعين الاعتبار، فإن الهيدروجين هو العنصر الأكثر شيوعًا. ويتبع ذلك الهيليوم، الذي تم تكوينه جزئيًا من خلال التخليق النووي البدائي، ولكنه يتكون أيضًا أثناء اندماج الهيدروجين في النجوم. جميع العناصر الأخرى مجتمعة لا تشكل سوى جزء صغير من المادة الموجودة في الكون. تتبع نسب العناصر إلى حد كبير دورات التفاعل الخاصة بالتخليق النووي النجمي. تعتبر عناصر الليثيوم والبورون والبريليوم، التي لا تتشكل مباشرة في النجوم، نادرة، في حين أن العناصر التالية، مثل الكربون و الأكسجين، شائعة. من العناصر الثقيلة الشائعة الحديد، وهو نقطة النهاية للتخليق النووي في الشمس و النجوم. جميع العناصر الأثقل لا يمكن أن تتشكل إلا من خلال أحداث فيزيائية فلكية أخرى مثل المستعرات و المستعرات العظمى، وبالتالي فهي نادرة، لأنها تتكون عند انفجار نجم في نهاية عمره . ميزة أخرى مميزة هي الوفرة المختلفة للعناصر ذات الأعداد الذرية الزوجية والفردية، والتي ترتبط أيضًا بالتخليق النووي عبر نوى الهيليوم (قاعدة هاركين).

تختلف وفرة العناصر على الأرض عنها في الفضاء. إن أخف العناصر الهيدروجين والهيليوم، والتي تهيمن على الكون، نادرة لأنها تتجمع فقط في شكل غازي بفعل الجاذبية في الأجرام السماوية الأكبر بكثير، مثل النجوم مثل الشمس والكواكب الغازية مثل كوكب المشتري. وإذا نظرنا إلى الأرض فإن العناصر الأكثر شيوعا هي الأكسجين والحديد والسيليكون ، وهي تجمعت على الأرض من أشلاء نجم قديم انفجر كمستعر أعظم وتكونت من أشلائه المجموعة الشمسية ومن ضمنها الشمس. نجد الأكسجين والحديد في السيليكون أيضا في الكواكب القريبة من الشمس مثل عطارد والزهرة والمريخ حيث قامت شدة الإشعاع الشمسي على طرد الغازات الخفيفة من حول الشمس. هناك اختلافات كبيرة في التوزيع في جميع أنحاء العالم. ويوجد جزء كبير من الحديد في باطن الأرض، بينما يوجد الأكسجين والسيليكون بشكل رئيسي في القشرة الأرضية. إذا نظرت إلى الأنظمة الأخرى على الأرض، مثل المحيطات أو الأنظمة البيولوجية، فستجد أن وفرة العناصر المختلفة قد تغيرت.
وفرة العناصر في الشمس والكواكب الخارجية مماثلة لتلك الموجودة في الكون. بسبب التسخين الشمسي، تعرضت عناصر الأرض والكواكب الصخرية الداخلية للنظام الشمسي لاستنزاف إضافي للهيدروجين المتطاير والهيليوم والنيون والنيتروجين والكربون (الذي يتطاير على شكل ميثان). تُظهر قشرة الأرض ووشاحها وجوهرها دليلاً على الفصل الكيميائي بالإضافة إلى بعض العزل حسب الكثافة. تم العثور على سيليكات الألومنيوم الأخف في القشرة، مع المزيد من سيليكات المغنيسيوم في الوشاح، في حين يشكل الحديد المعدني والنيكل قلب الكرة الأرضية. إن وفرة العناصر في البيئات المتخصصة، مثل الأجواء، أو المحيطات، أو جسم الإنسان، هي في المقام الأول نتاج التفاعلات الكيميائية مع الوسط الذي تتواجد فيه.
يمكن أن تقاس وفرة العناصر الكيميائية حسب الكسر الكتلي (وهو ما يعرف أحياناً بالكسر الوزني) أو حسب الكسر المولي أو حسب الحجم. بالنسبة للطريقة الأخيرة فهي مستخدمة في المقارنة بين الغازات وذلك في الغلاف الجوي مثلاً.
على سبيل المثال، فإن وفرة الأكسجين في الماء يمكن التعبير عنها على شكل كسر كتلي مقداره 89% مقابل كسر مولي مقداره 33%.